# Skagastølsnebbet
De Skagastølsnebbet is een berg behorende bij de gemeente Luster in de provincie Sogn og Fjordane in Noorwegen. De berg heeft een hoogte van 2222 meter.
De Skagastølsnebbet is onderdeel van het gebergte Hurrungane.